# Principi de no contradicció
El principi de no contradicció, proposat i formalitzat per Aristòtil, o de vegades anomenat principi de contradicció, és un principi clàssic de la lògica i la filosofia, segons el qual una proposició i la seva negació no poden ser totes dues veritables al mateix temps i en el mateix sentit. El principi també té una versió ontològica: res no pot ser i no ser al mateix temps i en el mateix sentit, i una versió doxàstica: ningú no pot creure al mateix temps i en el mateix sentit una proposició i la seva negació. El principi de no contradicció és, juntament amb el principi d'identitat i el principi del tercer exclòs, una de les lleis clàssiques del pensament.
El principi de no contradicció pot expressar-se en la lògica proposicional, així:
{\displaystyle \neg (A\land \neg A)}
on  A  no és una fórmula del llenguatge, sinó una metavariable que representa  qualsevol  fórmula del llenguatge.
El principi de no contradicció permet jutjar com fals tot allò que implica una contradicció. D'aquí la validesa dels arguments per reducció a l'absurd.

## Història
Segons Allan Bloom, la primera declaració explícita coneguda del principi de no contradicció es dona en La República de Plató on el personatge Sòcrates diu, "és clar que la mateixa cosa no estarà disposada al mateix temps a fer o patir coses contràries respecte al mateix i en relació amb el mateix objecte ".
Aristòtil, a la seva  Metafísica , presenta la següent formulació del principi de no contradicció: "Res pot ser i no ser al mateix temps i en el mateix sentit." Aquesta és potser la formulació més coneguda i influent del principi de no contradicció. A més de donar la formulació, Aristòtil ofereix una defensa de la veritat necessària del principi. Segons Aristòtil, com el principi de no contradicció és justament un principi, no pot ser deduït a partir de principis més bàsics. En canvi, l'hi pot defensar mostrant les conseqüències intolerables de negar-ho, o que tot aquell que ho negui d'alguna manera ho està suposant. Per exemple, Aristòtil argumenta que al negar el principi de no contradicció, implícitament s'ho està suposant, perquè el mer acte de fer una afirmació implica que s'afirma una cosa i no el contrari. A més, Aristòtil considera el cas d'algú que nega el principi, sostenint que cada proposició és alhora veritable i falsa, i pregunta per què tal persona pren la ruta de Mègara per arribar-hi des d'Atenes, ja que en l'opinió de tal persona és tan veritable que qualsevol altre camí que portaria a Mègara.
En el seu comentari a la  Metafísica , Avicenna dona un argument similar. Diu que a qualsevol persona que negui el principi de no contradicció, n'hi hauria colpejar i cremar fins que admeti de ser colpejat i ser cremat no és el mateix que no ser colpejat i no ser cremat.
Per Gottfried Leibniz i, en general, per als filòsofs racionalistes, el principi de no contradicció és innat, és a dir, es troba en l'ànima humana sense necessitat d'haver estat après. En les seves  Nous Assaigs , Leibniz ho expressa de la manera següent: "El principi de contradicció inclou dos enunciacions veritables: la primera, que una proposició no pot ser veritable i falsa alhora, la segona, que no pot passar que una proposició no sigui ni vertadera ni falsa. "